# Accurate Situations- und Cabinets-Carte von einem anderen Theile des Churfürstenthums Sachsen
Die Accurate Situations- und Cabinets-Carte von einem anderen Theile des Churfürstenthums Sachsen ist ein Kartenwerk.
Sie stammt aus dem Jahr 1762. Sie wurde von Isaak Jakob von Petri und Johann David Schleuen im preußischen Auftrag erstellt. Sie folgte dem Kartenwerk Accurate Situations-Carte von einem Theile des Churfürstenthums Sachsen.
Der vollständige Titel lautet: „Fortsetzung oder andere Ausgabe des Ing. Maj. Petri von anderweitigen 12. Blatt sub. Litt. B. der accuraten Situations- und Cabinets-Carte von einem anderen Theile des Churfürstenthums Sachsen und hauptsächlich von den Gegenden auf beiden Seiten des Elbe- und Muldau-Stroms, und zwar am erstern von Meissen bis Prettin und der Gegend Pretzsch, und am letzteren von Döblen bis unterhalb Düben bei Rosa, wornach demnechst die 3te, und in derfolge die 4te Fortsetzung, jede in 12 Bogen nachdemselben Maasstabe folgend wird.“
Zu den dargestellten Orten gehören unter anderem Böhlen, Dahlen, Eilenburg, Falkenhain, Grimma, Herzberg, Liebenwerda, Lommatzsch, Polbitz, Püchen, Staupitz, Strehla, Zschepplin.
Das Kartenwerk liegt unter anderem dem Leibniz-Institut für Länderkunde vor.

## Blattschnitt
|  |  |  |
|  |  |  |
|  |  |  |
|  |  |  |